# 藍喉蘇彝士隆頭魚
藍喉蘇彝士隆頭魚，為輻鰭魚綱鱸形目隆頭魚亞目隆頭魚科的其中一種，分布於西澳大利亞南部海域，棲息深度約6公尺，體長可達9.7公分，棲息在珊瑚礁、岩礁區，生活習性不明。

## 擴展閱讀
維基物種上的相關：藍喉蘇彝士隆頭魚